# Кланець-при-Комну
Кланець-при-Комну (словен. Klanec pri Komnu) — поселення в общині Комен, Регіон Обално-крашка, Словенія. Висота над рівнем моря: 183,8 м.